# Oasiamèrica

Cultures d'Oasiamèrica

Oasiamèrica és el nom d'una gran àrea cultural de l'Amèrica del Nord precolombina. S'estén des del territori d'Utah, als Estats Units, fins al sud de Chihuahua, dins Mèxic, i des de la costa de Sonora al golf de Califòrnia fins a la vall del riu Bravo. Deu el seu nom a la seva posició intermèdia entre les altes cultures mesoamericanes i les cultures dels nòmades del desert, pròpies de la regió aridoamericana.
A diferència dels seus veïns del desert, els oasiamericans van ser agricultors. Però les condicions climàtiques no els permetien una agricultura gaire eficient i havien de recórrer a la caça i a la recol·lecció per complementar la seva subsistència. Van construir grans assentaments a Nou Mèxic i a la zona arqueològica de Casas Grandes, a Chihuahua. Tota aquesta zona tenia una gran importància per la presència de sistemes hidràulics d'irrigació. El seu apogeu va tenir lloc entre el 1205 i el 1261, però va ser abandonada cap al 1340.
Oasiamèrica és un terme derivat de la conjunció d'oasi i Amèrica. Es tracta d'un territori agrest, marcat per la presència de les muntanyes Rocoses i la Sierra Madre Occidental. A l'orient i al ponent d'aquestes enormes serralades s'estenen les grans planes àrides dels deserts de Sonora, Chihuahua i Arizona. En el moment de major expansió, Oasiamèrica cobria gran part de la superfície dels actuals estats mexicans de Chihuahua i Sonora, així com d'Arizona, Utah, Nou Mèxic, Colorado, Nevada i Califòrnia, als Estats Units.
No obstant el clima sec i l'aridesa del territori, Oasiamèrica està solcada per alguns corrents d'aigua com els rius Yaqui, Bravo, Colorado, Gila, i Casas Grandes. La presència d'aquests corrents (i d'algunes llacunes que es va empassar el desert al llarg dels anys), així com el seu clima comparativament més benigne que el de la regió aridoamericana oriental, van permetre el desenvolupament de tècniques agrícoles d'irrigació importades de Mesoamèrica.
La regió d'Oasiamèrica és rica en jaciments de turquesa, un dels materials sumptuaris més preuats i utilitzats per les altes cultures de Mesoamèrica. Això va permetre l'establiment de relacions d'intercanvi entre aquestes dues grans àrees culturals.

## Característiques de les cultures oasiamericanes
L'origen de l'àrea cultural oasiamericana té lloc uns dos mil anys després de la separació de Mesoamèrica i Aridoamèrica. Alguns dels pobles aridoamericans practicaven el cultiu com una activitat complementària a la seva economia de caça i recol·lecció. Aquests pobles, entre els quals es troben els pertanyents a la tradició del desert, van arribar a convertir-se en veritables agricultors. El procés de la introducció de l'agricultura a la zona desèrtica del nord de Mèxic i del sud dels Estats Units fou gradual i dilatat: cap a l'any 600 dC (període que coincideix amb l'època de l'ocàs de Teotihuacan), alguns grups havien adquirit recentment les tècniques agrícoles.
Se sap de la pràctica agrícola, almenys des de l'any 3500 aC, que és la data donada per a les restes de blat de moro fòssil trobades a Bat Cave, Arizona. Atès que les restes més antigues de blat de moro a Amèrica del Nord daten de l'any 5000 aC, sembla que la hipòtesi de la importació de l'agricultura des del sud és correcta. El que no és possible assentar encara és qui eren els portadors de la tecnologia agrícola i quin paper van tenir en el desenvolupament de les altes cultures oasiamericanes.

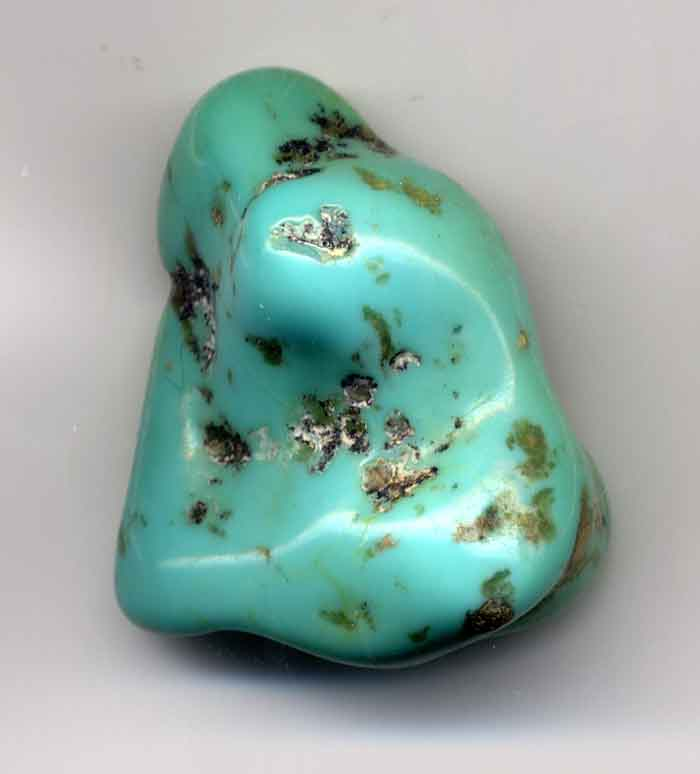
Un còdol de turquesa, un dels principals productes comercials dels Oasiamericans

Es proposen almenys tres hipòtesis sobre el naixement de les cultures oasiamericanes. Una, de caràcter endogen, assenyala que es tracta d'un desenvolupament cultural independent que té les arrels en la més remota antiguitat. Des d'aquest punt de vista, afavorits per un millor clima (cosa realment relativa, atès que la diferència climàtica entre la zona oasiamericana i l'aridoamericana no és tan evident), els antics pobles del desert haurien pogut fer un descobriment de l'agricultura similar al que va ocórrer a Mesoamèrica.
Un segon plantejament pressuposa que els portadors de la cultura mesoamericana haurien emigrat cap al nord. Així, Oasiamèrica seria una derivació dels seus veïns meridionals. En aquest sentit, el desenvolupament de les cultures oasiamericanes, com el de les del nord de Mesoamèrica, hauria estat relacionat amb grups que originalment habitaven a l'occident de Mèxic. L'evidència arqueològica apunta al fet que grups de filiació utonahua haurien portat l'agricultura a la regió oasiamericana. Tot i que les tècniques agrícoles haguessin estat importades del sud, els pobles oasiamericans van construir una civilització amb característiques particulars, que mantenia relacions amb els agricultors de Mesoamèrica.
Nombroses són les petjades de la relació entre les dues grans regions culturals d'Amèrica del Nord. Per exemple, la turquesa, que tant apreciaven els mesoamericans, provenia gairebé tota de la regió sud de Nou Mèxic i Arizona. Alhora, a Paquimé, lloc pertanyent a la cultura mogollon, s'han trobat estructures cerimonials relacionades amb la religió mesoamericana, com el joc de pilota, i una quantitat important d'esquelets d'Ara, que amb tota seguretat van ser portats des de les selves del sud-est de Mèxic.

## Àrees culturals
Al territori abastat per Oasiamèrica van créixer tres grans cultures: l'anasazi, la hohokam i la mogollon, que van conviure amb altres cultures veïnes, amb les quals compartien trets culturals: fremont, pataya i de Trincheras.

### Anasazi

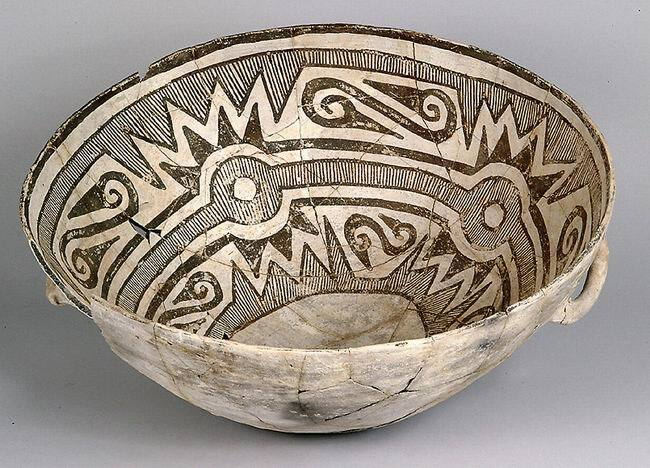
Bol de ceràmica de Canyó del Chaco (Nou Mèxic). Pertany a la fase Pueblo III

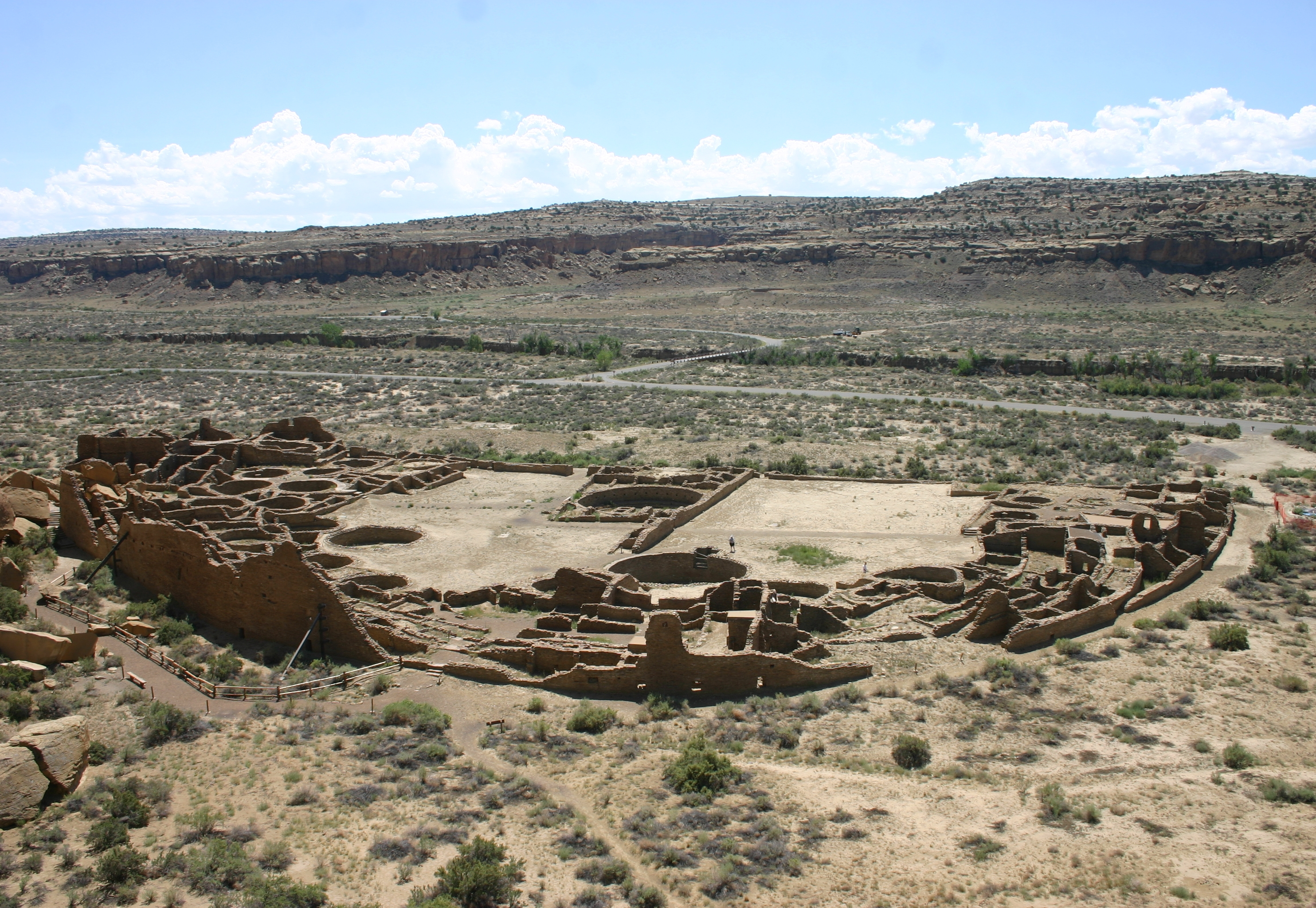
Jaciment arqueològic de Canyó del Chaco, un dels principals llocs de la cultura anasazi.

La cultura anasazi va florir a la regió coneguda com les Quatre Cantonades. És a dir, en la confluència dels estats d'Utah, Arizona, Nou Mèxic i Colorado, un territori poblat de boscos de Juniperus, que els antics pobladors van saber aprofitar, ja que els recursos vegetals obtinguts per la recol·lecció escassejaven la meitat de l'any, entre novembre i abril. L'anasazi és una de les societats més complexes que hagin vist la llum al territori oasiamericà, i se suposa que són els avantpassats dels actuals indis pueblo (zuñi i Pueblo de Taos).
L'anazasi és, sens dubte, la més estudiada de la cultures precolombines dels Estats Units. Les recerques arqueològiques han establert una seqüència de desenvolupament cultural des d'un temps anterior al primer segle aC, fins al 1540, quan els indis pueblo van ser finalment sotmesos a la Corona espanyola. Aquest llarg període comprèn les fases Cesteros (basketmakers) I, II i III, i Pueblo I, II, III, i IV. La fase Cesteros I, anterior a l'any 100 aC, marca la transició dels pobles anasazi entre la vida nòmada i el sedentarisme agrícola, basat en el conreu del blat de moro (introduït a la regió cap a l'any 750 aC). En la fase Cesteros II, els anazasi es van establir en coves i abrics rocosos, i en la fase Cesteros III (400-700 dC) van construir els primers assentaments urbans semisubterranis, de fins a quatre habitatges de planta circular.
L'inici del període Pueblo està marcat pel desenvolupament de la ceràmica. La seva característica principal és el predomini de peces de color blanc o vermell amb dissenys en color negre. Durant la fase Pueblo I (700-900 dC), els anazasi van desenvolupar els primers sistemes d'irrigació, i van substituir la casa semisubterrània de la fase anterior per cases construïdes amb paredat. La fase Pueblo II (900-1100 dC) està marcada per la construcció de grans obres d'arquitectura, entre les quals destaquen els habitatges multi-familiars de diversos pisos, construïts alguns als penya-segats. La següent fase, Pueblo III (1100-1300 dC) fou l'escenari de la màxima expansió de l'agricultura anasazi i de la construcció de grans xarxes de comunicació regional que finalment s'enfonsarien en la fase Pueblo IV, quan el sistema es contreu, els grans centres s'abandonen i molts dels habitants de la regió tornen a una economia basada en la recol·lecció i la cacera.

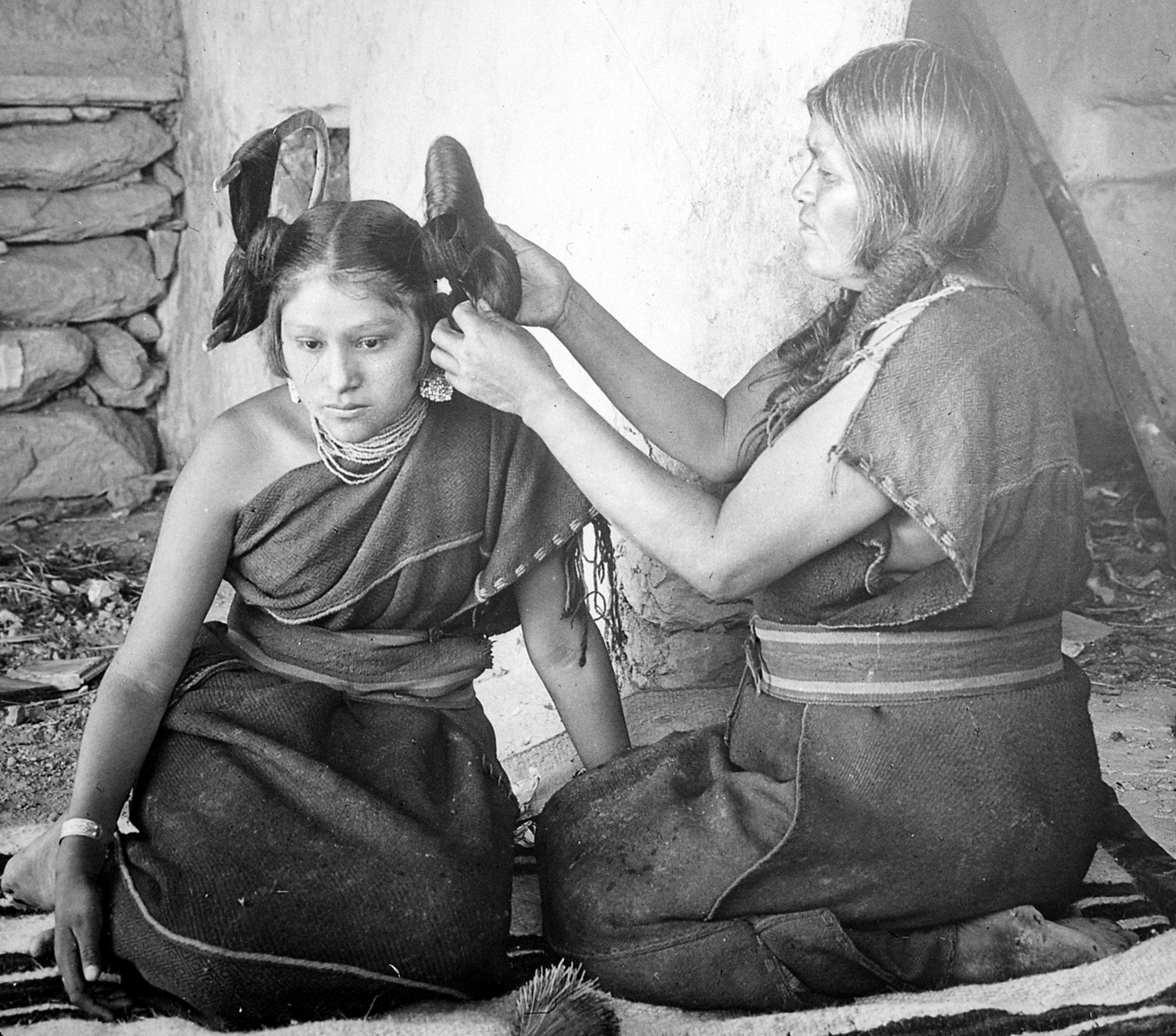
Una dona hopi arregla el pentinat d'una jove soltera de la seva tribu

Els motius de la decadència de la cultura anasazi són encara desconeguts. S'associa aquest fet amb la perllongada sequera que assolà la regió entre els anys 1276 i 1299. El període comprès entre aquestes dates i l'arribada dels espanyols a Arizona és profundament desconegut. Quan els invasors arribaren a les terres de la regió anasazi, aquesta estava poblada pels indis pueblo, que no conformaven una unitat ètnica: entre ells es troben els zuñi, sense parents propers; els Pueblo de Taos, parlants d'una llengua utoasteca; els tewes i tiwes eren kiowatano i els navajos, atapascans. L'arribada d'aquests últims és un misteri, l'única cosa que se'n sap és que procedien del Canadà, i que eren un grup de caçadors que acabà per assimilar-se a la cultura dels nadius oasiamericans.
La religió dels indis pueblo estava basada en el culte a les divinitats vegetals i de la fertilitat terrestre. Creien que les kachina, éssers sobrenaturals, havien sorgit a la superfície terrestre pel sipapu, o centre del món, en el moment de la creació dels éssers humans. El culte en les societats pueblo s'organitzava per corporacions secretes formades exclusivament per homes, que es reunien en les kiva. Els membres de les societats secretes podien representar les kachina a efectes del culte religiós.

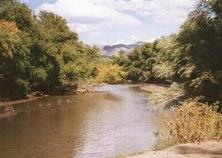
El riu Gila fou de vital importància en el desenvolupament de la cultura hohokam

### Hohokam
En comparació dels seus veïns del nord, anasazi, els pobles portadors de la cultura hohokam són desconeguts. Van ocupar els terrenys desèrtics d'Arizona i Sonora. El territori dels hohokam és solcat per dos grans corrents d'aigua, el Colorado i el Gila, que emmarquen l'àrea del cor del desert de Sonora. Es tracta d'un dels ecosistemes que imposen més difícils condicions a l'agricultura i a la vida humana, a causa de les altes temperatures i l'escassa pluviositat. Per això, els hohokam es van veure impel·lits a construir sistemes d'irrigació i a canalitzar els rius Salado i Gila en una xarxa de séquies que assoliren fins a 10 km de longitud i una profunditat de diversos metres, que impedia l'evaporació de l'aigua. Amb aquestes obres de rec, els pobles hohokam van poder obtenir fins a dues collites de blat de moro a l'any, que complementaven amb l'explotació de la pitahaya i les beines del mezquite. D'aquests recursos obtenien farina, mel, licors i fusta.
Els principals assentaments d'aquesta cultura van ser Snaketown, Casa Grande, Red Mountain i Pueblo de los Muertos, tots ells localitzats al territori d'Arizona. Una branca dels hohokam és coneguda com a cultura Trincheras, nom del seu lloc més representatiu, localitzat al desert de Sonora, i que guarda pel que fa als primers algunes diferències. Els hohokam vivien en petits llogarets d'uns centenars de persones. El tipus d'habitatge era molt semblant al de la fase Cesteros III dels anazasi: semisubterrani, tot i que de planta allargada. La ceràmica hohokam es distingeix de la dels seus veïns anasazi i mogollon pel predomini del color negre amb decoració vermella. També els distingeixen altres artefactes, com els adorns de petxina (importada de les costes de Califòrnia i Sonora), treballats amb l'àcid produït per la fermentació de la pitahaya, les seves destrals i altres instruments d'indústria lítica.
Els arqueòlegs discuteixen quins van ser els orígens i la identitat ètnica dels portadors de la cultura hohokam. Alguns assenyalen que el desenvolupament d'aquesta cultura fou endogen (aliè a les influències estrangeres), i per exemple, assenyalen que Snaketown va tenir els seus inicis l'any 300 aC. Per a altres, la cultura hohokam és producte d'una migració meridional, provinent de Mesoamèrica. Per defensar aquesta postura, indiquen que les primeres mostres de ceràmica hohokam daten del 300 dC (època en la qual hauria estat fundada Snaketown), i que abans d'aquest temps no s'han trobat indicis d'un desenvolupament ceràmic autònom a la regió. D'igual manera, altres avanços tecnològics com les obres de rec, o alguns trets culturals com la cremació dels morts, semblen haver tingut l'origen a l'oest de Mesoamèrica.
El desenvolupament de la cultura hohokam es divideix en quatre períodes: pioner (300 aC - 550 dC); colonial (550 dC - 900 dC); sedentari (900 - 1100 dC); i clàssic (1100 -1450 dC). La construcció de l'obres de rec començà en el període pioner, quan els hohokam construïen cases semisubterrànies per protegir-se de la calor del desert. En el període colonial, les relacions amb Mesoamèrica s'enfortiren. Prova d'això és la troballa de cascavells de coure, miralls de pirita i la construcció de pistes de joc de pilota, que es realitzaren amb un toc molt particular dels hohokam. Les relacions amb Mesoamèrica i la presència d'aquestes mercaderies descrites indiquen que durant el període colonial els hohokam estaven ja organitzats en cacicats i centres de poder. Per al període següent, les relacions amb Mesoamèrica van disminuir, i començà la construcció d'edificis de diverses plantes, com a Casa Grande, que tenia quatre nivells.
Quan els invasors europeus van arribar al desert d'Arizona i Sonora, regió a la qual van donar el nom de Pimería Alta, els nuclis urbans dels hohokam ja havien estat abandonats, presumiblement per un desastre sanitari i ecològic que arruïnà el sistema social nadiu. Els pobladors de la regió eren els pàpagos, un poble de llengua uto-asteca. Aquest poble pima tenia una economia basada en la recol·lecció i l'agricultura incipient als vessants de les muntanyes. El seu patró de residència era seminòmada, perquè havien de migrar en el canvi d'estació per enfrontar l'escassetat dels recursos alimentaris dels peus de la muntanya que habitaven.

### Mogollon

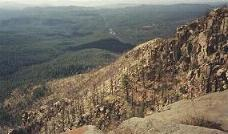
Muntanyes Mogollon, al sud-est de Nou Mèxic

Mogollon és el nom d'una àrea cultural oasiamericana, situada als contraforts de la Sierra Madre Occidental, des d'on s'estén cap al nord sobre una part del territori dels actuals estats d'Arizona i Nou Mèxic, als Estats Units. Alguns autors prefereixen distingir en aquesta àrea dues grans tradicions culturals: la mogollon i la cultura de Paquimé, que hauria estat una derivació de la primera. De tota manera, els pobles que van habitar aquesta àrea s'adaptaren molt bé a un entorn geogràfic marcat per la presència de boscos de pins, muntanyes escarpades i barrancs.
A diferència dels seus veïns del nord, els hohokam i els anasazi, els mogollon acostumaven a enterrar als morts. Els enterraments d'aquesta cultura solien ser acompanyats d'ofrenes de ceràmica i pedres semiprecioses; com que la qualitat de les obres materials de la cultura mogollon és excel·lent, els seus túmuls funeraris han estat saquejats amb el propòsit d'engrossir les col·leccions privades, per mitjà del comerç il·legal de peces arqueològiques.
Potser la més excel·lent de les tradicions ceràmiques mogollon és la que cresqué a la vall del Mimbres, a Nou Mèxic. La producció de terrissa en aquesta regió va tenir el seu major desenvolupament entre els segles VIII i XII de la nostra era. Es caracteritza pel color blanc de les peces, decorades amb representacions figuratives sobre la vida quotidiana del poble que les va crear. És, doncs, un cas excepcional en el context d'una superàrea cultural on predominaven els dissenys geomètrics sobre els figuratius.
En contrast amb l'àrea hohokam i l'àrea anasazi, no existeix una seqüència cronològica acceptada àmpliament per al desenvolupament dels mogollon. López Austin i López Luján reprenen per a l'anàlisi històrica de la regió la divisió cronològica proposta per Paul Martin, que divideix la història dels mogollon en dos llargs períodes. El primer abasta de l'any 500 aC al 1000 dC, i és denominat inicial. El segon abasta els anys compresos entre els segles XI i XVI i es denomina tardà.
El primer d'aquests períodes es caracteritza per un desenvolupament cultural més o menys lent. Els canvis tecnològics es produeixen molt gradualment, i les relacions socials i la disposició dels assentaments humans gairebé no canvien en 1.500 anys. Durant el període primerenc, els mogollon habiten abrics rocosos als penya-segats, amb el propòsit de defensar-se dels seus veïns caçadors. De manera semblant als hohokam i els anasazi, els mogollon també vivien en cases semisubterrànies i els seus assentaments solien allotjar una kiva.
Al segle xi de la nostra era, la població de l'àrea mogollon es multiplicà amb més rapidesa que en els segles anteriors. Probablement en aquesta època, l'àrea ja tenia importants relacions comercials amb Mesoamèrica, fet que facilità el creixement de l'agricultura i l'estratificació de la societat. És probable que també la influència anasazi hagi augmentat en aquest temps, ja que els mogollon van començar a construir edificis de maçoneria, tal com feien els seus veïns del nord oasiamericà.
El major apogeu de la cultura mogollon va ocórrer durant el segle XIV i XV. En aquest temps, els assentaments principals d'aquesta cultura van créixer en població, grandària i poder. Paquimé, a Chihuahua, potser en fou el major. Dominava una regió serrana on s'han descobert alguns jaciments arqueològics coneguts com cases penya-segat, ja que es construïren en coves de difícil accés del vessant oriental de la Sierra Madre. Paquimé sostenia relacions comercials amb la Mesoamèrica central, a la qual proveïa de minerals preciosos com la turquesa i el cinabri. Controlava també el comerç de certs productes de les costes del golf de Califòrnia, especialment petxines de l'espècie Nassarius. Paquimé va rebre una forta influència dels seus socis mesoamericans, com demostra la presència de pistes de joc de pilota i de restes d'animals de la regió tropical centreamericana, com Ara.
La declinació dels principals centres mogollon començà al segle xiii, abans de l'apogeu de Paquimé. Al segle xv, bona part de la regió havia estat abandonada. Alguns grups que poblaven les ciutats associades a la cultura Paquimé es van refugiar a Sierra Madre, uns altres van fugir al nord, on es van unir als anasazis. La gent del Mimbre emigrà fins a assentar-se a l'actual territori de Coahuila. Se suposa que els grups taracahites (yaquis, mayos, ópates i tarahumares), que viuen al nord-oest de Mèxic, són descendents dels mogollon.

### Fremont
L'àrea Fremont ocupa bona part de l'actual territori d'Utah. És al nord de l'àrea cultural anasazi. El seu desenvolupament cultural com a part d'Oasiamèrica va ocórrer entre els segles V i XIV de la nostra era. Segons alguns especialistes, la cultura Fremont fou una derivació de la cultura anasazi. Segons aquesta hipòtesi, els pobles Freemont van emigrar cap al nord portant amb si els costums, formes d'organització social i la tecnologia dels anasazi. Això explica la presència de ceràmica molt semblant a la de Mesa Verde de la regió de Utah.
Una altra hipòtesi suggereix que la cultura Fremont hauria derivat dels pobles caçadors de búfals, probablement d'origen atapascà. Al pas del temps, aquests pobles estrangers haurien adoptat la cultura dels seus veïns del sud. Tant en una com en l'altra teoria, es justifica el desenvolupament menys complex de Fremont pel que fa a altres regions d'Oasiamèrica per les condicions més agrestes de l'entorn ecològic.
La decadència de la cultura Fremont comença cap a la segona meitat del segle x, i es consuma en el segle xiv. A l'arribada dels invasors espanyols, la regió era ocupada pels xoixons, un poble de parla utoasteca.

### Pataya
L'àrea pataya ocupa la regió occidental d'Oasiamèrica. És compartida pels estats de Califòrnia i Arizona dels Estats Units, i els estats de Baixa Califòrnia i Sonora de Mèxic. Es tracta d'una àrea perifèrica el desenvolupament cultural de la qual probablement va rebre influència dels hohokam, els seus veïns orientals. D'ells haurien après el joc de pilota, la cremació dels morts i les tècniques de producció de ceràmica. El principal jaciment arqueològic relacionat amb aquesta cultura és Blythe Intaglios, que comprèn un gran nombre de figures dibuixades sobre la superfície de la terra.
La cultura pataya començà a decaure cap al segle xiv. Quan els invasors espanyols van arribar a la regió, la vall del Colorado (columna d'aquesta zona desèrtica) era ocupada pels yuma del riu, o cocopes.